# Molophilus (Molophilus) hilaris
Molophilus (Molophilus) hilaris is een tweevleugelige uit de familie steltmuggen (Limoniidae). De soort komt voor in het Australaziatisch gebied.